# Aisling Daly
Aisling Daly ([ˈæʃlɪŋ ˈdeɪliː]; Dublin, 24 de dezembro de 1987) é uma lutadora de artes marciais mistas irlandesa que compete no UFC, na divisão peso-palha feminina. Uma lutadora de MMA profissional desde 2007, Daly lutou principalmente na Inglaterra e na Irlanda.
Daly é bem conhecida por sua participação na série de TV, "The Ultimate Fighter: A Champion Will Be Crowned", 20º temporada.  Os 12 episódios contaram com um único torneio de eliminação que foi utilizado para determinar duas finalistas para competir pela primeira vez pelo cinturão peso-palha feminino do UFC. Daly foi eliminada nas quartas de final, mas fez a luta na eliminatória pelo campeonato, que ela ganhou.
Daly competiu em várias divisões, incluindo Peso Palha e Peso Mosca.  Daly tem treinado toda a sua carreira na Straight Blast Gym na Irlanda, sob comandos do treinador John Kavanagh. Ela possui uma faixa marrom de Jiu-Jitsu.

## Carreira no MMA

### Início da carreira
Daly começou sua carreira profissional na Dinamarca contra Nicole Sydboge, derrotou-a na segunda rodada via guilhotina. Esta foi seguida por uma vitória sobre Annika Sitter por TKO depois de 22 segundos.

### Cage Rage
Daly, em seguida, assinou com o Cage Rage e estreou contra Majanka Lathouwers. Daly ganhou a luta por finalização (armlock) no segundo turno. Mais tarde, ela competiu fora do Cage Rage contra Nadia van der Wel e venceu a luta por nocaute técnico.
Daly retornou no Cage Rage 25 e derrotou Aysen Berik via interrupção médica em menos de dois minutos de luta, fazendo dela a primeira mulher a vencer uma luta profissional no Cage Rage. Em seguida, ela lutou no Cage Rage Contenders e venceu por TKO, que foi seguido por uma vitória no Cage Rage 27 via mata-leão.
Daly, em seguida, fez mais duas aparições após a extinção do Cage Rage's , ganhando uma via de decisão e outro por TKO.

### Bellator Fighting Championships
Classificado como a peso mosca feminina número três do mundo e a maior artista marcial mista feminina na Irlanda, Daly assinou com o Bellator para competir no torneio de 115 lbs das mulheres.
Sua luta de abertura foi contra Lisa Ellis no Bellator 26. Ela perdeu a luta por decisão unânime.
Em 10 de abril de 2011, foi anunciado que Daly tinha sido liberada de seu contrato com o Bellator.
Daly foi programada para retornar para a promoção no Bellator 66 em 20 de abril de 2012, para enfrentar Jessica Eye em uma revanche pelo título do NAAFS. No entanto, Daly foi forçada a retirar-se da luta devido a uma infecção no ouvido.

### Depois do Bellator
Daly enfrentou Molly Helsel no Cage Warriors Fighting Championship 39, em 27 de Novembro de 2010, em Cork, Irlanda. Ela ganhou a luta por decisão unânime.
Daly enfrentou a alemã Sheila Gaff no Cage Warriors Fighting Championship 41, em 24 de Abril de 2011, no North London, England. Ela foi derrotada por nocaute técnico no primeiro round.
Na próxima luta, enfrentou Jessica Eye no NAAFS: Fight Night In The Flats 7, em 4 de junho de 2011, em Cleveland, Ohio. Daly derrotou Eye por finalização (mata-leão) no segundo round para se tornar campeã do NAAFS nas 125 lbs.
No prazo de três dias, Daly concordou em enfrentar Angela Hayes no Cage Warriors Fighting Championship: Fight Night 2, em 8 de Setembro de 2011, em Amman, Jordan. Daly substituiu Sheila Gaff, que retirou-se da luta devido a uma doença. Ela derrotou Hayes por finalização (armlock) em 20 segundos.
Daly foi programada para enfrentar Roxanne Modafferi no BlackEye Promotions 5, em 1 de Outubro de 2011, em Fletcher (Carolina do Norte). No entanto, ela foi forçada a retirar-se da luta devido a obrigações contratuais com a NAAFS e, em vez de lutar com a Modafferi, defendeu seu título contra Kelly Warren no NAAFS: Night of Champions 2011, em 23 de novembro de 2011, em Canton, Ohio. Daly derrotou Warren por finalização (armlock) no segundo turno.
Daly tinha planejado competir na Irlanda, em 24 de Março de 2012, no Battlezone Fighting Championships 5, mas sua luta foi cancelada quando a adversária, Titiana van Polanen Petel, sofreu uma lesão no ombro.
Em 2 de junho de 2012, Daly enfrentou Rosi Sexton no Cage Warriors Fighting Championship 47. A luta foi parte de um torneio para coroar uma campeã da categoria até 125 lbs no Cage Warriors. Daly foi derrotada por decisão unânime.
Na próxima luta, Daly competiu numa luta de Peso casado (120 lbs) contra Katja Kankaanpää, no Cage Warriors Fighting Championship 51, em 31 de dezembro de 2012. Ela foi derrotada por decisão unânime.

### Invicta Fighting Championships
Daly enfrentou Barb Honchak no Invicta Fighting Championships 3, em 6 de outubro de 2012. Ela foi derrotada por decisão unânime.

### Ultimate Fighting Championship

#### The Ultimate Fighter
Em 3 de julho de 2014, foi anunciado que Daly foi uma das oito concorrentes restantes no The Ultimate Fighter: Team Pettis vs. Team Melendez.
No primeiro episódio do The Ultimate Fighter: Team Pettis vs. Team Melendez, foi revelado que o UFC tinha ranqueado as lutadoras. Aisling foi ranqueada #5 de 16 lutadoras, e lutou com a #12 do ranking, Angela Magana, numa luta na fase preliminar. Daly venceu a luta por nocaute técnico na terceira rodada para avançar no torneio. Ela foi derrotada pela #4 no ranking, Jessica Penne, nas quartas de final, por decisão unânime em 3 rounds.

#### Depois do TUF
A primeira luta de Daly após o The Ultimate Fighter foi contra Alex Chambers, no The Ultimate Fighter: A Champion Will Be Crowned Finale, em 12 de dezembro de 2014. Ela foi bem sucedida em sua estreia, vencendo por finalização no primeiro round.
Daly era esperada para enfrentar Cláudia Gadelha, em 11 de Abril de 2015, no UFC Fight Night: Gonzaga vs. Cro Cop 2. No entanto, Gadelha retirou-se da luta no final de março citando um espasmo muscular recente em suas costas. Posteriormente, Daly foi retirada do card inteiramente. Por sua vez, ela foi rapidamente reagendada e encarou Randa Markos em 25 de Abril de 2015, no UFC 186. Daly perdeu a luta por decisão unânime.
Daly enfrentou a brasileira Ericka Almeida em 24 de Outubro de 2015 no UFC Fight Night: Holohan vs. Smolka, na Irlanda. Ela a venceu por decisão unânime.

## Cartel no MMA
| Cartel no MMA   |             |            |
| 22 lutas        | 16 vitórias | 6 derrotas |
| Por nocaute     | 5           | 1          |
| Por finalização | 8           | 0          |
| Por decisão     | 3           | 5          |

| Res.    | Cartel | Oponente          | Método                   | Evento                                     | Data       | Round | Tempo | Local                 | Notas                                         |
| ------- | ------ | ----------------- | ------------------------ | ------------------------------------------ | ---------- | ----- | ----- | --------------------- | --------------------------------------------- |
| Vitória | 16-6   | Ericka Almeida    | Decisão (unânime)        | UFC Fight Night: Holohan vs. Smolka        | 24/10/2015 | 3     | 5:00  | Dublin                |                                               |
| Derrota | 15–6   | Randa Markos      | Decisão (unânime)        | UFC 186                                    | 25/04/2015 | 3     | 5:00  | Montreal, Quebec      |                                               |
| Vitória | 15–5   | Alex Chambers     | Finalização (armlock)    | TUF 20 Finale                              | 12/12/2014 | 1     | 4:53  | Las Vegas, Nevada     | Peso Casado (118 lbs); Daly não bateu o peso. |
| Vitória | 14–5   | Karla Benitez     | Finalização (armlock)    | Cage Warriors 63                           | 31/12/2013 | 2     | 4:26  | Dublin                | Estréia no Peso Palha.                        |
| Derrota | 13–5   | Katja Kankaanpää  | Decisão (unânime)        | Cage Warriors Fighting Championship 51     | 31/12/2012 | 3     | 5:00  | Dublin                | Peso Casado (120 lbs).                        |
| Derrota | 13–4   | Barb Honchak      | Decisão (unânime)        | Invicta FC 3                               | 06/10/2012 | 3     | 5:00  | Kansas City, Kansas   |                                               |
| Derrota | 13–3   | Rosi Sexton       | Decisão (unânime)        | Cage Warriors Fighting Championship 47     | 02/06/2012 | 3     | 5:00  | Dublin                | Semifinal do Torneio de Moscas do CWFC.       |
| Vitória | 13–2   | Kelly Warren      | Finalização (armlock)    | NAAFS: Night of Champions 2011             | 23/11/2011 | 2     | 4:39  | Canton, Ohio          | Defendeu o Título Feminino 125 lbs do NAAFS.  |
| Vitória | 12–2   | Angela Hayes      | Finalização (armlock)    | CWFC – Fight Night 2                       | 08/09/2011 | 1     | 0:20  | Amman                 |                                               |
| Vitória | 11–2   | Jessica Eye       | Finalização (mata leão)  | NAAFS: Fight Night In The Flats 7          | 04/06/2011 | 2     | 4:00  | Cleveland, Ohio       | Ganhou o Título Feminino 125 lbs do NAAFS.    |
| Derrota | 10–2   | Sheila Gaff       | TKO (joelhadas e socos)  | Cage Warriors Fighting Championship 41     | 24/04/2011 | 1     | 1:34  | North London          |                                               |
| Vitória | 10–1   | Molly Helsel      | Decisão (unânime)        | Cage Warriors 39: The Uprising             | 27/11/2010 | 3     | 5:00  | Cork                  |                                               |
| Derrota | 9–1    | Lisa Ellis        | Decisão (unânime)        | Bellator 26                                | 26/08/2010 | 3     | 5:00  | Kansas City, Missouri |                                               |
| Vitória | 9–0    | Maiju Kujala      | Decisão (unânime)        | Rumble in Rush 2                           | 07/11/2009 | 3     | 5:00  | Dublin                |                                               |
| Vitória | 8–0    | Tevi Say          | TKO (socos)              | Cage of Truth 4                            | 22/11/2008 | 1     | 2:30  | Dublin                |                                               |
| Vitória | 7–0    | Eva Liskova       | Finalização (mata leão)  | Cage Rage 27                               | 12/07/2008 | 1     | 1:18  | Londres               |                                               |
| Vitória | 6–0    | Myriem el Banouti | TKO (socos)              | Cage Rage Contenders - Ireland vs. Belgium | 03/05/2008 | 1     | 1:38  | Dublin                |                                               |
| Vitória | 5–0    | Aysen Berik       | TKO (inter. do córner)   | Cage Rage 25                               | 08/03/2008 | 1     | 1:49  | Londres               |                                               |
| Vitória | 4–0    | Nadia van der Wel | TKO (socos)              | COT 1 – Battle on the Bay                  | 24/11/2007 | 2     | 2:39  | Dublin                |                                               |
| Vitória | 3–0    | Myriem Lathouwers | Finalização (armlock)    | Cage Rage Contenders: Dynamite             | 29/09/2007 | 2     | 4:43  | Dublin                |                                               |
| Vitória | 2–0    | Annika Sitter     | TKO (socos)              | ROT 7 – The Next Level                     | 28/07/2007 | 1     | 0:22  | Dublin                |                                               |
| Vitória | 1–0    | Nicole Sydboge    | Finalização (guilhotina) | Adrenaline 1 – Feel the Rush               | 05/05/2007 | 2     | 1:00  | Hvidovre              |                                               |

### Cartel no TUF
| Res.    | Cartel | Oponente      | Método            | Evento                                           | Data                          | Round | Tempo | Local             | Notas                        |
| ------- | ------ | ------------- | ----------------- | ------------------------------------------------ | ----------------------------- | ----- | ----- | ----------------- | ---------------------------- |
| Derrota | 1–1    | Jessica Penne | Decisão (unânime) | The Ultimate Fighter: A Champion Will Be Crowned | 26/11/2014 (data de exibição) | 3     | 5:00  | Las Vegas, Nevada | Quartas de Final do TUF 20.  |
| Vitória | 1–0    | Angela Magana | TKO (socos)       | The Ultimate Fighter: A Champion Will Be Crowned | 29/10/2014 (data de exibição) | 3     | 2:34  | Las Vegas, Nevada | Luta Eliminatória do TUF 20. |

## Campeonatos e realizações
- Campeã do North American Allied Fight Series 125 lbs (Uma vez; atual)
  - Uma defesa de título bem-sucedida